# Харман, Денхам
Денхам Харман (14 февраля 1916 — 25 ноября 2014) — MD, PhD, FACP, FAAA, биогеронтологист, был почетным профессором в университете Медицинского центра штата Небраска. Доктор Харман широко известен как «отец свободнорадикальной теории старения».

## Биография
Родился в Сан-Францискo. 1943 году он получил степень бакалавра и доктора философии в химическом колледже Университета Калифорнии, Беркли. В 1954 году окончил интернатуру в Стэнфорде. Сразу же после получения докторской степени, в 1943 году, Харман присоединился к отделу кинетики реакции Shell в Эмеривилле, Калифорния. В течение 6 лет он работал там в качестве химика-исследователя Shell в рамках изучения свободных радикальных реакций в нефтепродуктах. В этот период он получил 35 патентов. Один из них для состава, применяемого в пластиковых полосках для защиты от мух («Shell No Pest Strip») Харман был крайне заинтересован феноменом старения, причинами его появления и возможным лечением. Для того чтобы разобраться в этой проблеме, он поступил в медицинскую школу при Стэнфордском университете. В 1958 году Хармен стал заведующим кафедры сердечно-сосудистых исследований в университете Медицинского колледжа Небраски.
Хармен был женат единожды на студентке факультета журналистики, которую он встретил на танцах братства во время обучения в Университете Калифорнии. У пары было четверо детей и четыре внука. Харман поддерживал здоровый образ жизни на протяжении всей своей жизни. Он никогда не курил и пил алкоголь в умеренных количествах. Он пробегал по две мили в день, пока ему не исполнилось 82 года. Из-за травмы спины он сократил расстояние, но продолжал регулярные прогулки, для поддержания постоянного веса Харман умер в Омахе, штат Небраска, 25 ноября 2014, от непродолжительной болезни, в возрасте 98 лет.

## Развитие свободнорадикальной теории старения
В 1954 году между его учёбой в интернатуре и ординатуре по внутренним болезням, Хармен стал научным сотрудником в лаборатории Доннера медицинской физики Калифорнийского университета в Беркли, где он продолжал заниматься исследованием причин старения. После четырёх месяцев фрустрации он пришел к мысли о свободных радикалах, как причине повреждения макромолекул, известному как «старение». Хотя первоначально другие геронтологи отказывались принимать его теорию, он смог добиться публикации, переубедив их. Теперь его статья является наиболее цитируемой в The Journal of Gerontology.
Харман не оставлял попытку обнаружить свободные радикалы в сочетании с ферментом каталазы, но безуспешно. Он проводил исследования по продолжительности жизни с короткоживущей разновидностью мышей, подверженных воздействию радиации с учётом введения соединения радиационной защиты 2-MEA (2-меркаптоэтиламин), тем самым показав увеличение средней продолжительности жизни на 30 %. Также он показал возможность увеличения продолжительности жизни при использовании ряда антиоксидантов.
В 1961 году Харман опубликовал исследование, показавшее, что степень полиненасыщенности в жирах оказывает значительное влияние на частоту появления рака у мышей. Было обнаружено, что наиболее полиненасыщенные пищевые жиры содержат наибольшее количество различных канцерогенов.
В 1968 году Харман опубликовал данные исследования по диетическим антиоксидантам, которое показало, что пищевой консервант ВНТ, которым кормили в мышей в течение всей жизни увеличил её продолжительность на 45 %. Харман был обеспокоен тем, что, хотя многие из его исследований показали увеличение средней продолжительности жизни благодаря антиоксидантами, ни одно не показало увеличение максимальной продолжительности жизни

## Митохондриальная теория старения
После нескольких лет разочарований из-за неспособности увеличить максимальную продолжительность жизни с помощью антиоксидантных добавок, Харман пришел к выводу, что митохондрии производят, а также сами повреждаются свободными радикалами, однако экзогенные (имеющие внешнее происхождение) антиоксиданты не проникают в митохондрии. И что это именно митохондрии определяют продолжительность жизни. Его статья с идеей по поводу «митохондриальной теории старения» была опубликована в выпуске The Journal of the American Geriatrics Society в апреле 1972 года.

## Организационные достижения
В 1969 году Харман был обеспокоен тем, что некоторые геронтологи изучали лишь биологические аспекты старения, но не пытались серьезно заняться раскрытии его причин. В 1970 году он стал одним из основателей Американской ассоциации антистарения (AGE), чтобы создать общество учёных, сосредоточенных на исследовании старения и пропаганде исследований процесса старения. В 1985 году он стал одним из основателей International Association of Biomedical Gerontology (IABG).